# Gonçalo Fernandez
Gonzalo Fernandez ou também Gonzalo Fernández de Burgos (morto em Burgos, 915), filho de Fernando Munhoz, filho de Munio Nuñez de Brañosera, e de Gotinha Diaz, foi Conde de Castela (c.909-915) e de Burgos (c.899-915). Em 912 confirmou a Carta Puebla de Brañosera chamando os outorgantes originais, Munio Nunes de Brañosera e Argilo como seus avós.
Nomeado pela primeira vez em 899 como conde de Burgos, pronto fez de Lara a sua base, estendendo o seu governo de Espinosa de los Monteros e Escalada até o rio Arlanza.
Esta localidade vai a ser o ponto de partida da família Lara que poucos anos depois vai a conseguir a criação do condado hereditário de Castela com o seu filho Fernão Gonçalves. Seu iniciador, Gonzalo Fernandez, teve primeiro que fazer face à guarnição muçulmana de Carazo.
Seu nome aparece pela primeira vez, confirmando como Gundissalbo Fernandiz in Uurgus na carta fundacional datada de 1 de marzo de 899 do Mosteiro de São Pedro de Cardeña, que será uma das instituições monásticas castelhanas mais influentes com o mosteiro de São  Sebastião de Silos (logo Santo Domingo de Silos). Também propiciou a fundação do mosteiro de São  Pedro de Arlanza (912).
Em 912 participou na expansão castelhana até o rio Douro repovoando Haza, Clúnia e San Esteban de Gormaz.
Gonzalo aparece conde em Burgos num documento de 1 de agosto de 914 e como conde de Castela a 1 de maio de 915. É provável que depois passasse à corte leonesa, onde figura numa assembleia de magnatas e nobres antes da derrota de Valdejunquera em 920. Frei Justo Pérez de Urbel supõe que depois marcaria à corte navarra, onde entre 924 e 930 aparece um Gundisalvus comes, nome pouco frequente nos documentos navarros.
Os seus restos deveram repousar no Mosteiro de São Pedro de Arlanza, segundo narra frei Antônio de Yepes na sua "Crônica geral da Ordem de São Benito".

## Matrimónio e descendência
Casou em 910 com Muniadona Nunes, de quem teve:
- Fernão Gonçalves (morto em 970), conde de Castela e de Álava, casou por duas vezes, a primeira com Sancha Sanches de Pamplona e a segunda com Urraca Garcês de Pamplona.
- Ramiro Gonçalves (morto em combate contra os muçulmanos, 936).